# Ягкедж
 Ягкедж — посёлок в Усть-Куломском районе Республики Коми в составе сельского поселения Вольдино.

## География
Расположен на левом берегу реки Вычегда на расстоянии примерно 70 км по прямой от районного центра села Усть-Кулом на север-северо-восток.

## История
Известен с 1956 как посёлок лесозаготовителей. Население составляло 739 жителей (1959), 651 (1970), 630 (1989), 560 (1995).

## Население
Постоянное население составляло 504 человека (коми 62 %, русские 30 %) в 2002 году, 410 в 2010.